# Fritz Spielmann (Musiker)
Fritz Spielmann (*  20. November 1906 in Wien, Österreich-Ungarn; † 21. März 1997 in New York City (NY), USA) war ein austroamerikanischer Komponist, Kabarettist, Pianist und Sänger.

## Werdegang
Spielmann kam in Wien als Sohn des Elektrikers Max Spielmann und seiner Ehefrau Mathilde, geborne Brück, auf die Welt. Mit zwölf Jahren begann er bei Joseph Marx und Hans Gál an der Wiener Musikakademie zu studieren. 1927 schloss er in den Fächern Komposition und Klavier mit Auszeichnung ab. Anschließend arbeitete er als Korrepetitor und Dirigent in Berlin und Breslau und trat auch öffentlich als Pianist auf. 1931 war er neben Peter Hammerschlag und Alex Szekely Mitglied im Gründungsensemble von Stella Kadmons Kleinkunstbühne „Der Liebe Augustin“ in Wien, für die er als Pianist und Komponist tätig war. Im Nachtcafé „Fiaker“ spielte er als Klavierunterhalter. Er machte sich einen Namen als Verfasser populärer Wienerlieder und aktueller, an amerikanischen Vorbildern ausgerichteter Tanzschlager.
1934 traf er mit dem Komponisten und Textdichter Stephan Weiss zusammen, mit dem er bis zu seiner Emigration im team zusammenarbeitete. Wohl am erfolgreichsten war ihr Schlager „Schinkenfleckerln“, ein Wienerlied, das eine kulinarische Spezialität besang und durch Hermann Leopoldis Interpretation bekannt wurde. Mit Weiss komponierte er auch die Musik zu mehreren Revuen und musikalischen Lustspielen, zu welchen Autoren wie Hans Weigel, Fritz Rotter oder Max Colpet die Gesangstexte schrieben.
Die norwegische Diseuse Kirsten Heiberg sang zu seiner Klavierbegleitung 1937 im Theater an der Wien die Schlager „Abends am Klavier“, „Unsichtbare Tränen“, „Wie der Schnee vom vergangenen Jahr“ und „Frag nicht nach der Vergangenheit“ aus seiner Revueoperette „Pam-Pam“.
Der Anschluss Österreichs 1938 nötigte ihn als jüdischen Künstler zur Flucht aus Wien. Er verließ seine Heimat Ende Mai in Richtung Frankreich; seine Eltern musste er zurücklassen, sie wurden Opfer des Holocaust. Seine Braut Mary Blakey (1901–1950), geborene Fels, eine verwitwete Engländerin, folgte ihm im März 1939 nach Paris. Nach Umwegen über Paris und Kuba landeten sie schließlich im Herbst 1939 in den USA. In einem Lokal in der Upper West Side von Manhattan, welches nach dem Nachtcafé in Wien „Fiaker“ benannt wurde, begann er wieder als „Wiener Stimmungssänger“ zu arbeiten. Er nannte sich nun „Fred Spielman“ und bildete zusammen mit Jimmy Berg und Hermann Leopoldi das „künstlerische Dreigestirn“ der New Yorker Emigranten-Kabarettszene. Der Anschluss an den US-amerikanischen Musikmarkt gelang ihm ohne Probleme, weil seine songs echt amerikanisch klangen; sie wurden interpretiert von Bing Crosby und Judy Garland, Elvis Presley und dem dänischen Heldentenor Lauritz Melchior, der einmal Wagnerpartien gesungen hatte.
1944 nahm Spielmann die US-amerikanische Staatsbürgerschaft an.
In USA war Spielmann auch nach 1945 als Komponist für Musical und Film erfolgreich. Ein neues Gebiet erschloss er sich durch das Komponieren von Musik für das Filmgenre des Westerns.
Nach Europa kam Spielmann erst wieder im Jahr 1970. Er erfuhr, dass seine gesamte Familie der Shoah zum Opfer gefallen war: Vater und Mutter verlor er im KZ Chelmno im September 1942.
1975 verlieh ihm der österreichische Unterrichtsminister den Professorentitel. 1986 erhielt er das „Silberne Ehrenzeichen für Verdienste um das Land Wien“. Fritz Spielmann starb am 21. März 1997 in New York.
Sein Nachlass befindet sich heute in Berlin in der Akademie der Künste.
Im März 1998 wurde bei «Spring came back to Vienna», dem Fritz-Spielmann-Festival im RadioKulturhaus und im Literaturhaus, durch das Janus Ensemble das Konzertprogramm «The Metamagic of Fritz Spielmann» uraufgeführt, in dem sich acht zeitgenössische österreichische Komponisten mit der Musik und der Person Fritz Spielmanns auseinandersetzten.

## Werke

### Operetten und Revue (mit Stephan Weiss)
- „Jimmys Bar“, musikalisches Lustspiel (UA: 15. Nov. 1935, Komödie in der Johannesgasse Nr. 4), daraus:
  - „In der Nähe dieser Frau“, Doblinger 1935, D. 7316 Wien 1935
  - „Das Lied vom Montmartre“, Lied und Slowfox (Text: S. Wolf; Musik: Fritz Spielmann und Stephan Weiss), Doblinger, Wien 1935 (D. 7352) 1935

- „Achtung Großaufnahme!“, musikalische Tonfilm-Reportage in 2 Teilen (UA: Januar 1936, Wiener Kammerspiele), daraus:
  - „Von Paris nach Brasilien“ (Text: Siegfried Tisch[9] und Hans Lengsfelder[10]; Musik: Fritz Spielmann und Stephan Weiss), Doblinger 1936
  - „Himmel noch einmal, bin ich verliebt!“, Doblinger 1936
  - „Ich habe so viel Liebe“, Doblinger 1936
  - „Mein kleiner Tom auf dem Ozean“, Doblinger 1936, Wien 1936
  - „Micky-Maus“ (Mein Schatz, ich flieg’ auf dich!), Doblinger 1936
  - „Sie seh'n mich heute absolut nicht an“, Doblinger 1936 (erhältl?), Wien 1936
  - „Viola“, Doblinger 1936

- „Tempo! Tempo!“ Variété-Revue in 22 Bildern (1936)

- „Herzklopfen“, musikalisches Lustspiel (UA: 4. Juni 1937, Wiener Scala Theater), daraus:
  - „Alle sind verliebt ...“, aus: Herzklopfen, Wiener Operettenverlag, 1937; NFS#26-12.22 Wien, 1937
  - „Ich bin bös ...“, Wiener Operettenverlag 1937 Wien, 1937
  - „Mit den Augen der Liebe“, Lied und Slow-Fox, Wiener Operettenverlag 1937

- „Pam-Pam“, Revueoperette; Gesangstexte von Hans Weigel (1908–1991), Fritz Rotter (1900–1984) und Max Colpet (1905–1998) (UA: 3. Nov. 1937, Theater an der Wien), daraus:
  - „Abends am Klavier“ Slow-Fox, Wiener Operettenverlag, 1937; NFS#26-12.22 Wien, 1937
  - „Frag nicht nach der Vergangenheit“, Wiener Operettenverlag 1937
  - „Unsichtbare Tränen“, Wiener Operettenverlag/UE, 1937
  - „Wenn die kleine Henriette“, Wiener Operettenverlag 1937; heute: UE-Archiv Wien, 1937
  - „Wie der Schnee vom vergangenen Jahr“ Lied u. English Waltz, Wiener Operettenverlag, 1937

### Musicals in USA
- A lady says yes (1945), daraus:
  - Take My Heart With You, Grand Music Corp., NY 1945 NY, 1945
  - The Letter (Dear John), Grand Music Corp.; Robbins Music Corp., NY 1951 NY: 1945, 1951

- The stingiest man in town (1956), daraus:
  - „A Christmas Carol“, Bristol, Wien, Berlin, NY: 1955
  - „Golden Dreams“, Remick Music; Harms Inc., NY 1956 NY, 1956
  - „Yes, There Is A Santa Claus“, Remick Music; Harms Inc, N.Y.1956 NY, 1956
  - „The Christmas Spirit“, Remick Music; Harms Inc., 1956 NY, 1956
  - „It might have been“, Harms Inc, N.Y.1956 NY, 1956
  - „Concerto Inferno“, Harms Inc, N.Y.1956 NY, 1956
  - „I wear a chain“, [Harms Inc, 1956]
  - „Mankind should be my business“, Harms Inc, 1956; Music publishers holding corp. NY, 1956
  - „An Only Child“, Remick Music; Leeds Music Corp., NY 1958 NY: 1956, 1958

- Rip van Winkle (1971)
- Song of liberty (1984)

### Lied- und Tanzschlager (Auswahl)
Spielmann hinterließ 900 Lieder, von denen 300 veröffentlicht wurden. Sie umfassen nahezu alle Sparten der Unterhaltungsmusik, vom Wienerlied bis zum Musical.

#### In Europa
- „Mach die Augen zu“, Lied u. Foxtrott, Doblinger, Wien 1935
- „Schöne Frau, du gehst an mir vorbei“, Lied u. langsamer Foxtrott, Doblinger 1936 (E.A.S. 10247)
- „Mein Schatz, wir lernen italienisch!“, Lied u. Tango, Doblinger 1936 (Salonorch. Nr. 716, D. 7431) Wien 1936
- „Der alte Schimmel ist im Himmel“, Lied u. Foxtrott, Doblinger 1936 (D.7513 u. Dobl.-Salonorch. Nr. 740) Wien, 1936
- „Schinkenfleckerln“: VERLAG DOBLINGER, vbnr: DO89012
- „I muaß an Doppelgänger hab´n“: Wienerlied, Doblinger 1937/56; Wiener Operettenverlag Edition Bristol; Doblinger 1956/76 Wien, Berlin, New York: 1937; VERLAG DOBLINGER, vbnr: DO89028
- „Mir war niemals bang vor der Liebe“ : Verlag FIRMA WELTMUSIK, vbnr: WM10977
- „Ein Mädel aus Mödling – ein Bursch aus St. Veit“ Slow-Fox, Wr. Operettenver., Doblinger 1938
- „Ui jegerl, Herr Doktor“, Weltmusik, Wien 1970. Wien, 1970

#### In den USA
- „Shepherd Serenade“ 1941
- „Spring came back to Vienna“, in Europa unter dem Titel „Wien wird tausendmal schöner“: Robbins Music Corp., NY 1948; Peter Maurice Music Co.Ltd – Josef Weinberger, Wien 1947
- „Paper Roses“ Mod. Fox, Words by Janice Torre : Pambill / Lewis, NY 1960/62; Lewis Music Publishing Company, Inc., NY 1973; Paul Schmidt Verlag (P.S.M. 107)

### Filmmusik
- und  Fräulein Lilly, A 1936 R Robert Wohlmuth, mit Franziska Gáal (eigentlich: Fanny Silberstein) und Szöke Szakall (eigentlich: Jenő Grünwald) ; UA  Wien, 25. Sept. 1936. Im "Reich" durfte der Film nicht gezeigt werden[12]
  - Daraus: Ich kann nicht mehr länger allein sein, es muß etwas gescheh'n; Filmmusik aus 'Fräulein Lilli', Doblinger (D 7475), S.O. 728 1936

- La signora di Montecarlo, I 1938 R Mario Soldati, mit Dita Parlo
- L'inconnue de Monte Carlo, F 1939 R André Berthomieu, mit Dita Parlo, Albert Préjean

### Ernste Musik
- „And the Lord said“: Kantate für Sopran, Chor und Orchester[13], geschrieben zum 40. Gründungstag des Staates Jsrael.

## Tondokumente
- Schinkenfleckerln (Spielmann & Weiss, Text: H. Haller) Hermann Leopoldi mit Klavier. His Master’s Voice BA 576 (mx. OVH 148), aufgen. Wien 1935
- Ein Mädel aus Mödling – ein Bursch aus St. Veit, Slow-Fox (Spielmann – Weiss, Text H. Haller) Hermann Leopoldi im Duett mit Betja Milskaja. His Master’s Voice BA 667 (mx. OVH 330)
- “Mein Schatz, wir lernen italienisch!”, Lied u. Tango (Spielmann & Weiss, Text Rotter): Tanzorchester Fritz Domina, mit Gesang Paul Dorn. Kristall No.709 (mx. 9389), aufgen. Berlin, April 1936
- “Mein Schatz, wir lernen italienisch!”, Lied u. Tango (Spielmann & Weiss, Text Rotter): Jazzkapelle „Sylvester Schieder" von Radio Wien. Refraingesang: Roland Hlavac. Kalliope K 1999 (mx. 604), aufgen. Wien 1936

Anm.: Diese Aufnahme machte der Kapellmeister Sylvester Schieder (*4. Mai 1884, Wien; †4. Juli 1955, ebenda) im Studio der Firma Tilophan für Kalliope. Dieser Tango war auch in der Tschechoslowakei ein Hit, mit dem Titel „Miláčku, učme se italsky“.
- „Miláčku, učme se italsky“, Tango – Hudba: F. Spielman a S. Weiss, český text: S. Razov. Hraje: Orchestr Harry Hardena. Esta 7411, m. č. 2307 (1937).
- Bing Crosby crooning the “Shepherd's serenade” (Fred Spielman), rec. 1941
- Lauritz Melchior singt "Spring Came Back To Vienna" (Fred Spielman) im Film „Luxury Liner“ 1947 (Film-Ausschnitt, sw, ca. 3:43)

## Wiederveröffentlichungen
- Fritz Spielmann spielt Fritz Spielmann und Stephan Weiss. Text-Autoren: Beda (Friedrich), Haller (Hans), Pastler (Adi), Rotter (Fritz), Spielmann (Fritz), Stein (Licco); CD Preiser Records, Produktnr.: PR90351. Erschienen: 28. Januar 1999 – EAN: 717281903516. ISRC: ATP139835100.
- I muaß an Doppelgänger hab'n. Wienerlied (Spielmann – H. Haller) Herbert Prikopa, Gesang, mit  Alt-Wiener Schrammelquartett. Produktion 1988, Koch Records.
- Paper Roses (Janice Torre – Fred Spielman), sung by Hank Williams. From the album "That's You And Me" 1975.

## Einzelbelege und Anmerkungen
1. ↑   vgl. kabarettarchiv.at: „Stella Kadmon eröffnete 1931 im Souterrain des Café Prückel den „Lieben Augustin“ als literarisches Cabaret. Ihr zur Seite standen Peter Hammerschlag als Autor, Alex Szekely als Zeichner und Fritz Spielmann als Komponist und Pianist.“
2. ↑   vgl. Klösch-Thumser: "Fritz Spielmann trat im "Wiener Fiaker" auf"
3. ↑   so Thomas Gayda bei LexM
4. ↑   vgl. L.E.O. – Letztes erfreuliches Operntheater, Programmheft 2005 (Memento vom 13. Juli 2006 im Internet Archive) (PDF; 2,4 MB): "Einige seiner Kompositionen, dargeboten von Filmgrößen wie Bing Crosby („Shepherd Serenade“), Frank Sinatra („One Finger Melody“), Doris Day („A Purple Cow“), Nat King Cole („If Love Is Good to Me“), Elvis Presley („I Don´t Want To“) wurden weltbekannt."
5. ↑  So schrieb er z. B. 1946 drei Songs für den Western „Abilene Town“ (Regie Edwin L. Martin, in Deutschland "Banditen ohne Maske", UA 6. März 1953)
6. ↑  Kurz nach seinem Tod 1997 wurde Fritz Spielmanns Nachlass auf Initiative von Thomas Gayda vom Österreichischen Kulturinstitut nach Wien gebracht, wo er den Grundstein für das Archiv des damaligen Orpheus Trust legte.
7. ↑  Akademie der Künste Berlin enthält: Nachlass Fritz Spielmann im Bestand des Orpheus Trust
8. ↑  Dienstag 24. März 1998, 19.30 Uhr, vgl. orpheustrust  und Petra Stuiber bei nunu.at Nr. 11, Nissan 5763 vgl. Archivlink (Memento vom 18. Juni 2013 im Webarchiv archive.today)
9. ↑  eigtl. Salomon Tisch, später Fred  S. Tysh; *12. Juni 1905 Tornow, Galizien (Tarnów, Polen) - †9. April 1981 London; Librettist, Textdichter, entstammte einer orthodoxen jüdischen Familie. Vier von Salos Onkeln waren Rabbiner, der Vater Buchhalter. Zu Beginn des Ersten Weltkriegs zog die Familie angesichts antijüdischer Pogrome in ihrer Heimat erst nach Mähren, 1915 dann nach Wien. Vgl. L.E.O. – Letztes erfreuliches Operntheater, Programmheft 2005 (Memento vom 13. Juli 2006 im Internet Archive) (PDF; 2,4 MB)
10. ↑  1903–1979, Operettenkomponist, vgl. Hans Lengsfelder (Memento vom 21. November 2011 im Internet Archive)
11. ↑  Notenmaterial im Archiv des Orpheus Trust, im freien Handel zu beziehen bei  notenbuch.de (Memento vom 21. Februar 2016 im Internet Archive)
12. ↑   vgl. dazu die Dokumentation "Unerwünschtes Kino" von Petrus van der Let und  Armin Loacker (Ausschnitt daraus bei  )
13. ↑  Knüpft an die spätromantische Tradition seines Lehrmeisters Joseph Marx an; vgl. Klaus Peham bei janus-ensemble.com (Memento vom 21. April 2024 im Internet Archive): „«So schreib’ ich heute zu meinem eigenen Vergnügen ein bißchen wie Schönberg.» Demgemäß eine seiner letzten Kompositionen, die Kantate «And The Lord Said»: ein in einen Erich-Wolfgang-Korngold-Schraubstock eingespannter spätromantischer Schönberg.“
14. ↑   zur Firma vgl. grammophon-platten.de

| Personendaten    | Personendaten                                               |
| ---------------- | ----------------------------------------------------------- |
| NAME             | Spielmann, Fritz                                            |
| ALTERNATIVNAMEN  | Spielman, Fred                                              |
| KURZBESCHREIBUNG | österreichischer Komponist, Kabarettist, Pianist und Sänger |
| GEBURTSDATUM     | 20. November 1906                                           |
| GEBURTSORT       | Wien                                                        |
| STERBEDATUM      | 21. März 1997                                               |
| STERBEORT        | New York City                                               |